# Thorkil Jacobsen
Thorkil Jacobsen (født 1982) er en dansk digter og performer.
Jacobsen var dansk mester i poetry slam 2005 og 2006. Han optræder ofte sammen med Lasse Thorning. De to vandt sammen årets Spoken Word pris i 2010.
Siden 2018 har Thorkil Jacobsen været daglig leder af LiteraturHaus i København. 

## Eksterne referencer
- http://www.thorkil.com/
- http://piip.dk/ Arkiveret 18. januar 2011 hos  Wayback Machine